# Мугунхва
Мугунхва́ — періодичне друковане видання Корейського культурного центру в Києві. Виходить російською мовою з 2007 року.
В часописі містяться статті про Корею, про корейську культуру, про традиції та звичаї, про життя корейців в різних сферах суспільства як в Україні, так і за її межами.
У перекладі з корейської мови Мугунхва означає квітку гібіскуса, який є національним символом Республіки Корея.
Головний редактор: Оксана Боровець.